# Nová Káhira
Nová Káhira je satelitní město v guvernorátu Káhira. Je součástí tzv. Velké Káhiry, přičemž oficiálně leží ve východní části hlavního města Egypta Káhiry. Vzniklo v roce 2000 jako součást snahy o snížení míry přetížení Káhiry a rovnoměrnější rozložení populace v rámci města. V roce 2017 ve městě žilo 297 387 obyvatel, nicméně egyptská vláda plánuje, že ve vzdálené budoucnosti by ve městě mohlo žít až 5 milionů obyvatel. 